# Don Valentine
Donald Thomas Valentine (New York City, 26 giugno 1932 – Woodside, 25 ottobre 2019) è stato un imprenditore statunitense, fondatore di Sequoia Capital, la società di venture capital che si è particolarmente concentrata sulle aziende tecnologiche degli Stati Uniti. Era stato soprannominato "il nonno del capitale di rischio della Silicon Valley".  Il Computer History Museum gli ha attribuito "un ruolo chiave nella formazione di un certo numero di settori come semiconduttori, personal computer, software per personal computer, intrattenimento digitale e networking"..

## Biografia
Valentine, cattolico, nacque a Manhattan e crebbe nel Bronx, New York, in una famiglia originaria della Danimarca. Andò alla Mount Saint Michael Academy. Dopo essersi laureato alla Fordham University,  Valentine ha iniziato la carriera come ingegnere commerciale presso Raytheon. È stato in carica per meno di un anno prima di passare a Fairchild Semiconductor, dove contribuì a creare la forza vendita per sette anni. Quindi si unì a National Semiconductor, lavorando come senior sales and marketing executive.
Nel 1972, Valentine fondò la società di venture capital Sequoia Capital.  Inizialmente, la società si è concentrata nell'investire in piccole e rischiose aziende tecnologiche Il primo investimento di Sequoia fu in Atari nel 1975 prima che la società fosse venduta per 28 milioni di dollari alla Warner Communications.  Sequoia è stato uno dei primi investitori in Apple Computer dopo l'incontro di Valentine con Steve Jobs che era un ingegnere di linea per Atari. Così nel 1978, Sequoia ha investito 150.000 dollari in Apple Inc. Tra i primi investimenti fatti dalla società di venture capital figurano, tra gli altri, LSI Logic, Oracle Corporation, Cisco, Electronic Arts, Google, YouTube.
Valentine, che a metà degli anni Novanta lasciò il controllo della società a Michael Moritz e Doug Leone,  era presidente di NetApp e Traiana. Ha fatto parte dei consigli di amministrazione di molte altre aziende tecnologiche tra cui Apple, Atari, C-Cube, Cisco Systems, Electronic Arts, Linear Technology, LSI Logic, Microchip Technology, NetApp, Oracle, PMC-Sierra. Nel 2011 Valentine è stato presentato nel film documentario Something Ventured.
Usava sempre l'inchiostro verde e non beveva caffè.
È morto il 25 ottobre 2019 all'età di 87 anni. Ha avuto tre figli.